# Niedermodern
Niedermodern település Franciaországban, Bas-Rhin megyében. Lakosainak száma 900 fő (2022. január 1.). Niedermodern Dauendorf, Haguenau, Morschwiller és Val-de-Moder községekkel határos.

## Népesség
A település népességének változása:
| Lakosok száma | 871  | 917  | 942  | 913  | 895  | 877  | 883  | 893  | 900  |
|               | 2013 | 2015 | 2016 | 2017 | 2018 | 2019 | 2020 | 2021 | 2022 |